# El jardín secreto (película de 1984)
El jardín secreto es una película española dirigida por Carlos Suárez.

## Argumento
Lucía (Assumpta Serna) recibe diariamente una carta sin remitente, que le obliga a cumplir determinadas órdenes. Supuestamente es de un antiguo novio que murió en un accidente aéreo, pero del que nunca se llegó a identificar el cadáver.
Arturo (Xabier Elorriaga), su actual novio, decide investigar que se esconde tras esta mujer...
- Datos: Q5825403